# Veine cérébrale moyenne
Les veines cérébrales moyennes sont deux veines du cerveau.
On distingue :
- la veine cérébrale moyenne superficielle ;
- la veine cérébrale moyenne profonde.